# A cagar a la via
A cagar a la via és el nom en català de la versió del joc de taula i alhora joc de festa concebut originalment en anglès com a «Cards Against Humanity» (en català, Cartes contra la humanitat). Es tracta d'un joc d'humor negre amb un contingut molt políticament incorrecte i que deixa de banda la sensibilitat cap a col·lectius estigmatitzats i esdeveniments històrics o bèl·lics, per la qual cosa ha estat envoltat de polèmica social.
A banda del seu contingut, té la particularitat que en totes les llengües en què es troba disponible, és accessible de franc o com a còpia distribuïda atesa la seva llicència Creative Commons amb restricció d'ús comercial. A més a més, permet la personalització i addició en línia de diverses cartes per tal que els jugadors puguin adaptar el joc als seus entorns geogràfics o sociolingüístics.

## Història i crítiques
La versió original del joc, «Cards Against Humanity», fou inicialment creada en anglès per un grup de vuit estudiants de Chicago (Estats Units d'Amèrica), Max Temkin, Josh Dillon, Daniel Dranove, Eli Halpern, Ben Hantoot, David Munk, David Pinsof i Eliot Weinstein, per tal de celebrar el Cap d'any. La iniciativa fou finançada a través de la pàgina web Kickstarter i superà amb escreix les previsions de recaptació, amb un 389% de la quantitat esperada. Posteriorment al seu llançament, l'empresa que se'n va derivar el 2011 va vendre més de 500.000 còpies els dos primers anys i es convertí durant un temps en el joc més venut a la plataforma Amazon —fet que comportà que s'hi arribés a vendre pel triple del seu preu inicial de 25 dòllars estatunidencs.

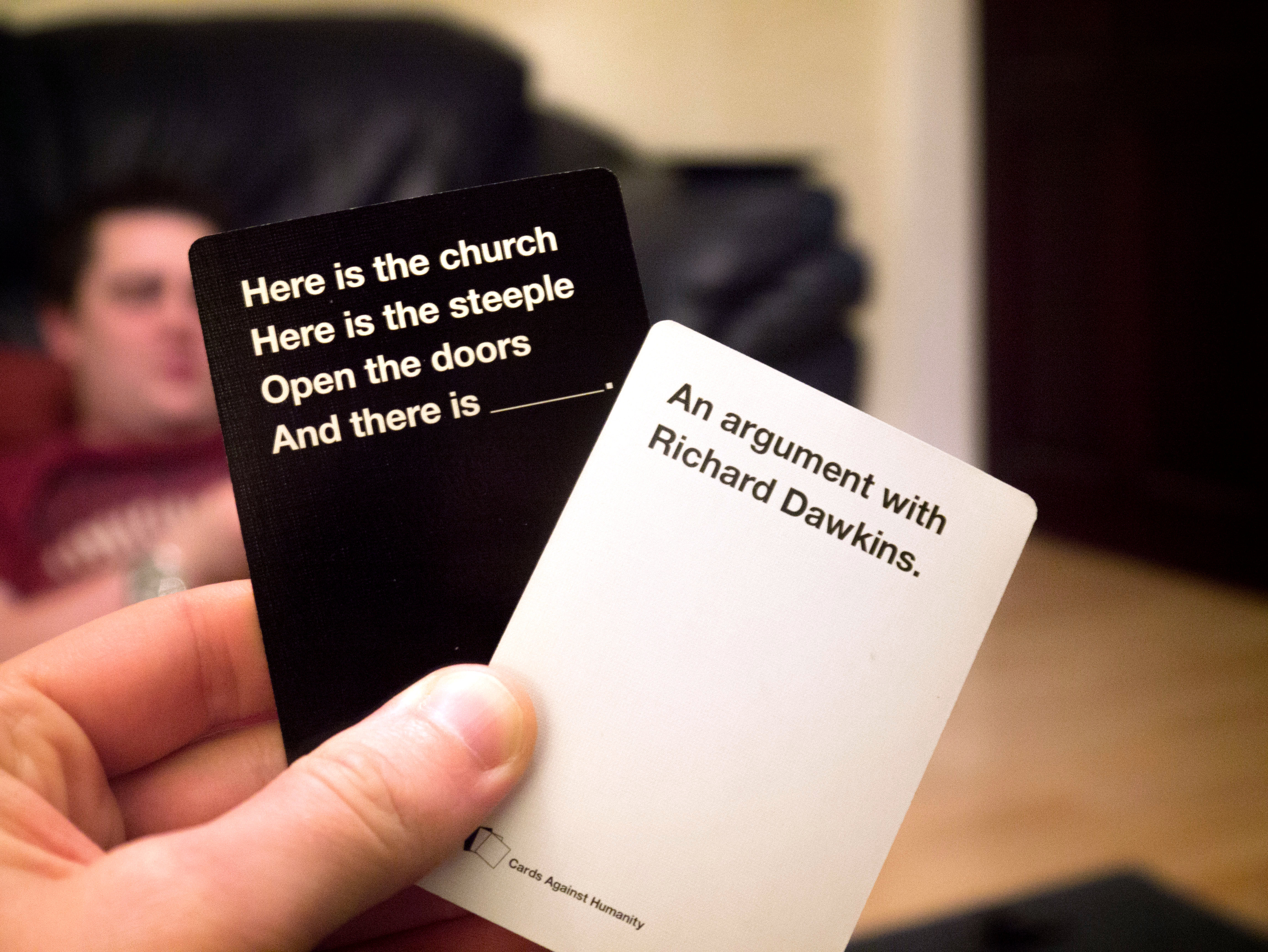
Versió en anglès del joc

Per la seva idiosincràsia, el joc i l'empresa de lucre han estat acusats reiteradament de promoure el racisme, la LGTBIfòbia (homofòbia, bifòbia i transfòbia), el masclisme, la vulneració de drets humans i la banalització de genocidis tals com el nazisme. La concepció del joc, que empeny fins al límit l'humor negre, disposava en anglès d'una quarta part de les cartes referents a temes racials, i pràcticament totes referents a minories socials.
Particularment als EUA, ha estat la base de nombroses polèmiques i la companyia de la versió original del joc s'ha disculpat en alguna ocasió i ha invertit beneficis en organitzacions per a la justícia racial, mentre que també ha fet enquestes a usuaris en què demostra la inconsistència moral de la política estatunidenca i la reflexió sobre la llibertat d'expressió i de l'humor. Una de les polèmiques més conegudes fou quan el personal de l'empresa de «Cards Against Humanity» va adquirir el 2015 l'obra Tête de faune de l'artista espanyol Pablo Picasso i va oferir-ne als clients que havien comprat el joc la possibilitat de votar per tal de donar-lo a un museu o d'estripar-lo i repartir-ne peces de 1,5 mm a cadascun dels participants. El resultat fou favorable al quadre i el 71% votà a favor de cedir-lo a l'Institut d'Art de Chicago.
En el cas de la versió en català, A cagar a la via, disponible a Internet i també com a suport físic, fou una iniciativa de l'empresari turístic gironí Quim Pla que va reeixir l'any 2020 gràcies a una campanya de micromecenatge de Verkami.

## Funcionament

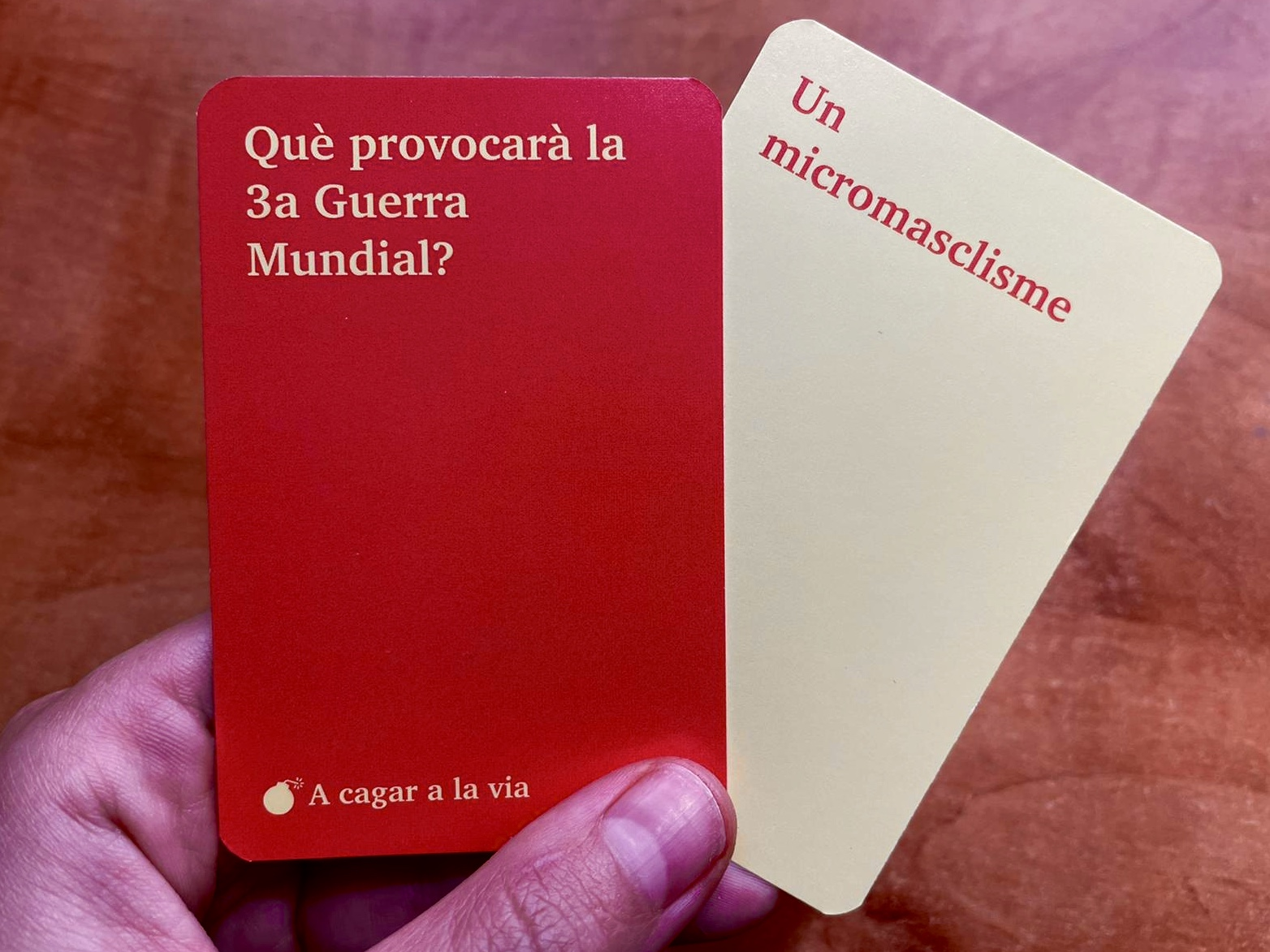
Una carta de context (vermella) i una de resposta (groga) en la versió en català del joc.

El funcionament del joc és senzill i funciona per rondes. En cadascuna d'elles, un jugador pren una carta de context on hi apareix una pregunta o una situació sense resoldre. La resta de jugadors, que disposen d'una mà amb diferents cartes de resposta (habitualment entre 3 i 5), han de respondre la situació amb la carta que considerin més satírica, divertida, punyent o inversemblant per aquell cas concret.
Un cop tots els participants (excepte el que té la carta de context) n'han deixat la seva boca avall i sense revelar-ne la resposta, les cartes es barregen i, o bé el jugador de la carta de context o bé tots els jugadors de la partida, escullen quina n'és la millor. Llavors al jugador que l'havia llançat se li assigna un punt, amb límit de final de partida o de vencedor totalment flexible. També hi ha l'opció de designar un jugador com a jutge perquè faci la valoració.